# The Lobster
The Lobster (Verweistitel: The Lobster – Hummer sind auch nur Menschen oder The Lobster: Eine unkonventionelle Liebesgeschichte) ist ein Spielfilm des griechischen Regisseurs Giorgos Lanthimos aus dem Jahre 2015. In einer dystopischen Welt bekommen Singles 45 Tage Zeit, sich einen Partner oder eine Partnerin zu suchen, ansonsten werden sie in ein Tier ihrer Wahl verwandelt. Die Hauptrollen spielen Colin Farrell und Rachel Weisz.

## Handlung
In einer namentlich nicht genannten Stadt, einem der drei Schauplätze des Films, dürfen sich nur Paare aufhalten. Alle Singles werden in ein Hotel am Meer gebracht, in dem sie innerhalb von 45 Tagen einen Partner oder eine Partnerin finden müssen. Falls sie innerhalb der Frist keine Partnerin oder keinen Partner finden, werden sie in ein Tier ihrer Wahl verwandelt. Die Frist kann durch die erfolgreiche Teilnahme an der wöchentlichen Jagd auf im angrenzenden Wald lebende, geflüchtete Singles verlängert werden. Im Regelfall finden sich Partner, indem sie Gemeinsamkeiten entdecken. Für die Hotelgäste werden gesellige und didaktische Veranstaltungen wie Tanzabende organisiert. Masturbation der Männer ist untersagt und wird schmerzhaft bestraft, männliche Gäste werden jedoch täglich durch das Zimmermädchen sexuell stimuliert, um den Druck bei der Partnersuche zu erhöhen. Alle Hotelgäste erhalten zunächst Einzelzimmer. Finden sich zwei Singles, werden sie für 14 Tage auf ein Doppelzimmer verlegt, dann für weitere 14 Tage auf eine vor der Küste ankernde Yacht. Anschließend gilt die Partnerschaft als stabil, und das Paar darf in die Stadt ziehen.
Nachdem seine Frau ihn für einen anderen Mann verlassen hat, wird David mit seinem Hund (seinem Bruder, der es nicht geschafft hatte, rechtzeitig eine Partnerschaft einzugehen, und deshalb in einen Hund verwandelt wurde) ins Hotel gefahren. Im Frühstückssaal lernt er Robert und John kennen und freundet sich mit ihnen an. Die drei sprechen unter anderem darüber, in welches Tier sie sich verwandeln lassen würden, wenn es zur Transformation kommen sollte. David nennt als Tier seiner Wahl den Hummer (engl. Lobster). John kann die Aufmerksamkeit einer Frau mit chronischem Nasenbluten auf sich ziehen, indem er sich selbst verletzt und so als ebenfalls an Nasenbluten leidend ausgibt. Dem Paar wird nach einigen Tagen ein (von Unbekannten gezeugtes) Kind zugeteilt, um die Beziehung zu stärken. David umwirbt eine als gefühlskalt geltende Frau, indem er so tut, als wäre er ebenfalls kalt und herzlos. Beide ziehen als Paar in ein Doppelzimmer. Um Davids Emotionslosigkeit zu testen, tötet die Frau seinen Hund. Da David ob des Verlusts weint, hält die Frau ihn als Partner für ungeeignet und will die Beziehung aufkündigen. David betäubt die Frau, unterzieht sie dem Transformationsprozess zu einem Tier seiner Wahl und flieht aus dem Hotel.
Im Wald trifft er auf die Gruppe geflüchteter Singles, die von einer Frau angeführt werden. Die stets durch die Jäger bedrohte Gemeinschaft hat sich ebenso strikte Regeln auferlegt wie die Städter: Ein Leben ohne Partner oder Partnerin ist Pflicht, Flirten und Sex sind verboten. Zuwiderhandlungen werden mit grausamen Körperstrafen geahndet. Es ist die Pflicht jedes Singles, an einem beliebigen Ort im Wald prophylaktisch sein eigenes Grab auszuheben. Während einer der wöchentlichen Jagden auf die Singles wird David von Robert gestellt, dessen Zeit im Hotel fast abgelaufen ist und der deshalb einen Jagderfolg benötigt. In letzter Sekunde rettet eine Frau aus der Singlegruppe David. Die beiden kommen sich näher und stellen eine Gemeinsamkeit fest: Beide sind kurzsichtig. Sie gehen heimlich eine Beziehung miteinander ein. Die Singles suchen gelegentlich getarnt die Stadt auf, um Vorräte zu kaufen und um die Eltern der Anführerin zu besuchen, die diesen seit langem ein erfolgreiches Leben voller beruflich bedingter Reisen vorspielt. Bei diesen Besuchen ergibt sich für David und seine Freundin die Möglichkeit zu etwas Zweisamkeit, da sie der Öffentlichkeit in der Stadt zur Tarnung ein glückliches Paar vorspielen müssen.
Die Singles planen einen Anschlag auf das Hotel. Eine Verbündete, das Zimmermädchen des Hotels, unterstützt sie mit Zugangskarten zu einzelnen Doppelzimmern. Der Anschlag soll unblutig ablaufen und lediglich durch psychologischen Druck einige ausgewählte Paare in die Trennung treiben. Beim Überfall wird beispielsweise der Ehemann der Hotelmanagerin dazu gebracht, auf seine Frau zu schießen, um sich selbst vor dem vermeintlichen Tod zu retten. Die Waffe ist aber nicht geladen, und die beiden werden nach diesem Vertrauensbruch sich selbst überlassen. Zur gleichen Zeit schleicht sich David auf Johns Yacht. Dort stellt er ihn vor seiner Partnerin und dem Kind bloß, indem er enthüllt, dass John sein Nasenbluten gezielt herbeiführt.
Die Anführerin ahnt, dass David und die kurzsichtige Frau ein Liebespaar sind. Als das Zimmermädchen im Wald zufällig das Tagebuch der Frau findet, in welchem sie über ihre Beziehung zu David berichtet, kommt heraus, dass beide eine Flucht aus dem Wald planen und als Paar in der Stadt leben wollen. Unter dem Vorwand, ihre Kurzsichtigkeit operieren lassen zu wollen, bringen die Anführerin und das Zimmermädchen die kurzsichtige Frau zu einem Augenarzt in der Stadt, der sie mit dem Laser blendet, statt sie zu heilen. Als die nun blinde Frau den Verrat bemerkt, versucht sie vergeblich, die Anführerin zu töten und ersticht dabei versehentlich das ehemalige Zimmermädchen. Wegen ihrer Hilflosigkeit muss sie sich wieder dem Diktat der Anführerin unterwerfen, um im Wald überleben zu können. David kümmert sich um sie, wegen der nun fehlenden Gemeinsamkeit der Kurzsichtigkeit gehen ihnen aber die Gesprächsthemen aus. Schließlich überwältigt er die Anführerin und wirft sie gefesselt in ein offenes Grab. Dann flieht er mit seiner blinden Freundin in die Stadt. In einer Autobahnraststätte sitzen sich beide mit je einem Glas Wasser gegenüber und haben sich nichts zu sagen. David bestellt ein Besteck mit Steakmesser beim Kellner und geht auf die Herrentoilette, um wieder ein gemeinsames, verbindendes Element herzustellen. Er hält sich das spitze Messer vors Auge. Der Film endet mit der allein in der Autobahnraststätte sitzenden blinden Frau.

## Entstehungsgeschichte
Der Film wurde vollständig im County Kerry, das im äußersten Süd-Westen von Irland liegt, gedreht. Das Budget betrug vier Millionen Euro, die Drehdauer sechs Wochen. Die Postproduktion fand in Frankreich statt.
Die Filmpremiere in Deutschland fand am 23. Juni 2016 statt. Am Eröffnungswochenende in den USA, dem 25. März 2016, spielte der Film lediglich 50.003 US$ ein. Hingegen betrug der Umsatz in Frankreich 983.184 US$ am 28. Oktober 2015, dem ersten Spieltag in den Kinos. Der Bruttoertrag in den USA und in Kanada beläuft sich auf 9.196.278 $US, das weltweite Einspielergebnis bis 2022 belief sich auf insgesamt 18.019.834 $US brutto.

### Synchronisation
Der Film wurde bei der VSI Synchron vertont. Marianne Groß schrieb das Dialogbuch und führte die Dialogregie.
| Rolle                  | Schauspieler      | Synchronsprecher       |
| ---------------------- | ----------------- | ---------------------- |
| David                  | Colin Farrell     | Florian Halm           |
| kurzsichtige Frau      | Rachel Weisz      | Bettina Weiß           |
| Frau mit Nasenbluten   | Jessica Barden    | Maximiliane Häcke      |
| Hotelmanagerin         | Olivia Colman     | Christin Marquitan     |
| Butterkeks-Frau        | Ashley Jensen     | Katrin Zimmermann      |
| Zimmermädchen          | Ariane Labed      | Jessica Walther-Gabory |
| herzlose Frau          | Angeliki Papoulia | Vera Teltz             |
| lispelnder Mann        | John C. Reilly    | Detlef Bierstedt       |
| Anführerin der Singles | Léa Seydoux       | Celine Fontanges       |
| Partner der Anführerin | Michael Smiley    | Oliver Siebeck         |
| humpelnder Mann        | Ben Whishaw       | Tobias Nath            |

## Rezeption

### Kritiken
Der Film erhielt überwiegend positive Kritiken. Rotten Tomatoes zählte 235 positive und nur 33 negative Rezensionen. Metacritic zählte 40 positive, 4 gemischte und keine negativen Veröffentlichungen. Auf der Seite der Internet Movie Database wurde bei 195.412 Nutzern die gewichtete Durchschnittsnote von 7,2 von 10 ermittelt.

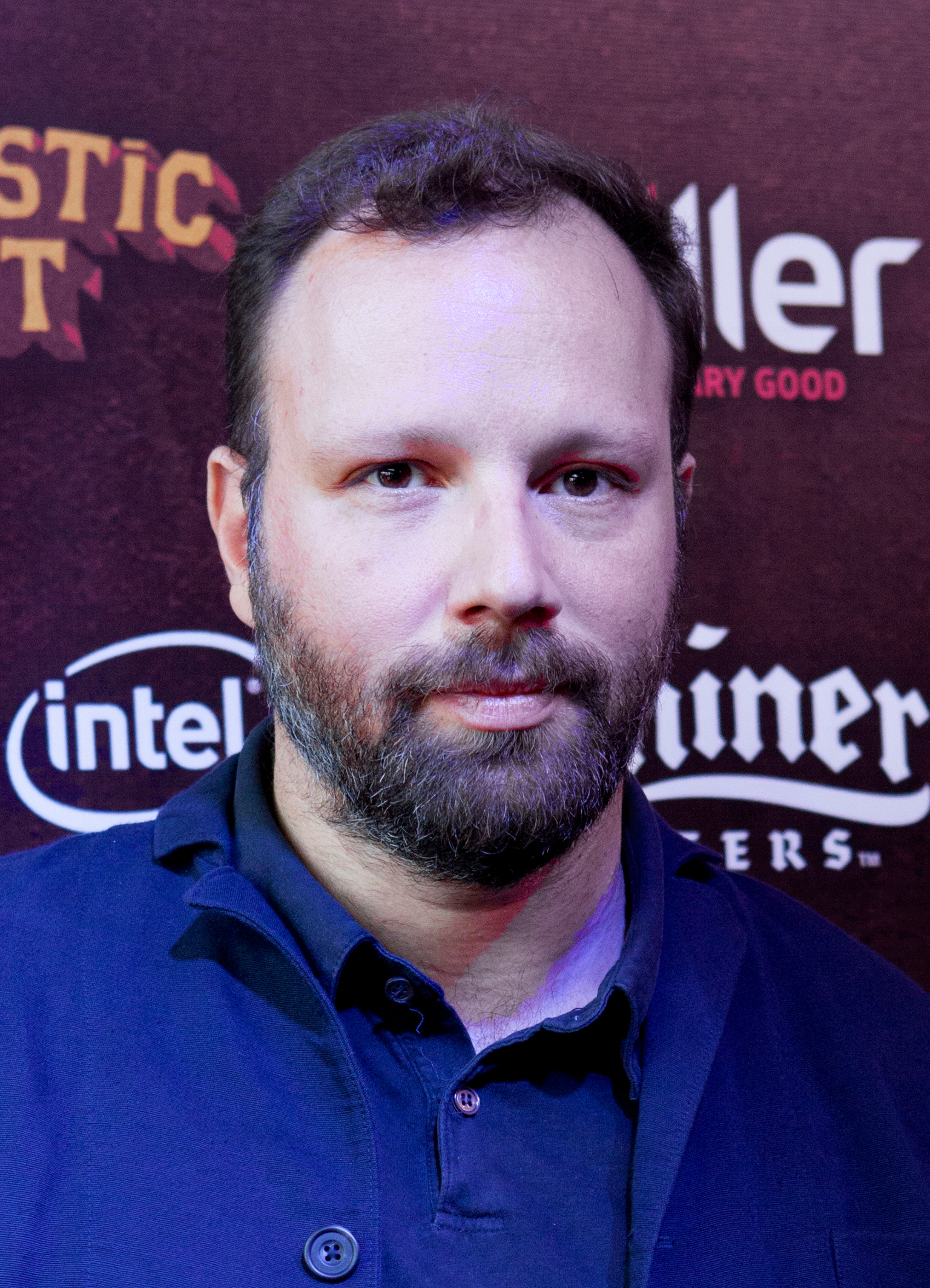
Regisseur Giorgos Lanthimos

Der Filmdienst urteilt, die „in gedeckten Beige-, Grün- und Braungelb-Tönen gehaltene Fabel verwandelt mit lakonisch-absurdem Humor Fragen nach Liebe, Individualität und Zweisamkeit in eine abgründige (Film-)Reflexion“. Der Film sei „erlesen besetzt und mit durchtriebenem Hintersinn inszeniert“.
Carolin Weidner vom Spiegel sieht in dem Film „eine Parabel auf unsere Gesellschaft, unsere Dating-Kultur.“ Er sei der „wohl ungewöhnlichste, aber auch intelligenteste Kommentar zum modernen Pärchen-Kult.“
„Ein herrlich absurdes Meisterstück“, findet Felix Zwinzscher in der Welt. Der perfekt getimte Humor rutsche immer wieder über die Linie „zwischen staubtrocken und schmerzhaft“. Der Rezensent kann aber keine zentrale These oder Auflösung erkennen, der Film lasse den Zuschauer verwirrt zurück.

### Auszeichnungen (Auswahl)
Die Produktion wurde seit 2015 mehrfach ausgezeichnet und für verschiedene Preise nominiert.
Olivia Colman wurde bei den British Independent Film Awards 2015 als Beste Nebendarstellerin ausgezeichnet. Bei den Internationalen Filmfestspielen von Cannes 2015 wurde die Produktion mit dem Preis der Jury ausgezeichnet. Für das Drehbuch erhielten Giorgos Lanthimos und Efthymis Filippou 2015 den Europäischen Filmpreis und wurden 2017 für den Oscar in der Kategorie Bestes Originaldrehbuch nominiert.